# Таксидермист (фильм)
Таксидермист (итал. L'imbalsamatore) — фильм 2002 года.

## Сюжет
Пеппино Профета - неаполитанский таксидермист-карлик с необычными сексуальными наклонностями. В своем ремесле он настолько искусен, что люди из каморры предлагают ему сделку - извлекать наркотики из трупов. Пеппино ведет одинокое существование до тех пор, пока не встречает Валерио - привлекательного парня. Пеппино решает вовлечь нового знакомого в свою работу, и тот принимает предложение, отказавшись от профессии повара.  Они становятся друзьями, а затем их отношения перерастают в нечто большее, чем просто дружба. Валерио переезжает жить к Пеппино, чему тот несказанно рад. Чтобы полюбоваться его красотой, Пеппино вовлекает приятеля в свой мир и некоторые сексуальные приключения с проститутками...